# Sévérac
Sévérac település Franciaországban, Loire-Atlantique megyében. Lakosainak száma 1693 fő (2022. január 1.). Sévérac Théhillac, Fégréac, Guenrouet, Missillac és Saint-Gildas-des-Bois községekkel határos.

## Népesség
A település népessége az elmúlt években az alábbi módon változott:
| Lakosok száma | 1273 | 1290 | 1318 | 1394 | 1640 | 1632 | 1627 | 1631 | 1653 | 1693 |
|               | 1968 | 1982 | 1990 | 2006 | 2013 | 2015 | 2017 | 2019 | 2020 | 2022 |